# Hieracium allubescens
Hieracium allubescens es una especie de planta con flor del género Hieracium, de la familia Asteraceae, orden Asterales.

## Distribución
Hieracium allubescens se distribuye por Suecia.

## Taxonomía
Fue descrita científicamente por Johanss. Fue publicada en Ark. Bot. 22A(12): 7 (1929).